# 罗伯特·B·威尔逊
小羅伯特·巴特勒·“鮑勃”·威爾遜（英語：Robert Butler "Bob" Wilson, Jr.，1937年5月16日—），美国经济学家、斯坦福大学运筹学亚当杰出教授兼荣誉退休教授，主要研究运筹学和商业经济学。他在个人博士论文中介绍的顺序二次规划后来演变成为非线性规划迭代法。在斯坦福商学院其他数理经济学专家的帮助下，他利用非合作博弈论重新制定了经济学上的产业组织理论。他对非线性定价的研究深入影响了大型企业的政策，尤其是能源产业中的电力行业。2020年，他与因“改进拍卖理论并发明全新拍卖模式”，获得诺贝尔经济学奖。